# Franz Helfferich

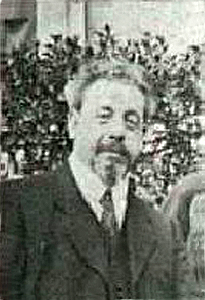
Frans Helfferich

Franz Helfferich (Franciscus Willem Helfferich, * 2. September 1871 in Den Haag; † 6. November 1941 ebenda) war ein niederländischer Maler des Impressionismus.
Helfferich studierte an der Königlichen Kunstakademie in Den Haag. Er verbrachte den größten Teil seines Lebens in Den Haag, nur zwischen 1896 und 1900 war er in Delft tätig.
Anfangs arbeitete Helfferich hauptsächlich im Stil der Haager Schule und malte meist Landschaften im plein-air. Er wurde stark vom niederländischen Impressionisten Jacob Maris beeinflusst, dessen Werke er auch kopierte.
Helfferich war Mitglied des 1891 gegründeten Haagse Kunstkring und unterrichtete viele Jahre an der Kunstakademie in Den Haag. Zu seinen Schülern gehörten u. a. Piet Bekker, Korn Lodder, Cornelis Jan Mension, Carl C. van Niekerk, Hendrik Schaap, Huibert Schallenberg und Carel Schipper.
Die Kunstkritik seiner Zeit hatte große Probleme mit seinem „wilden“ Stil und seiner unkonventionellen Koloristik. Helfferich starb 1941 im Alter von 70 Jahren.

## Galerie

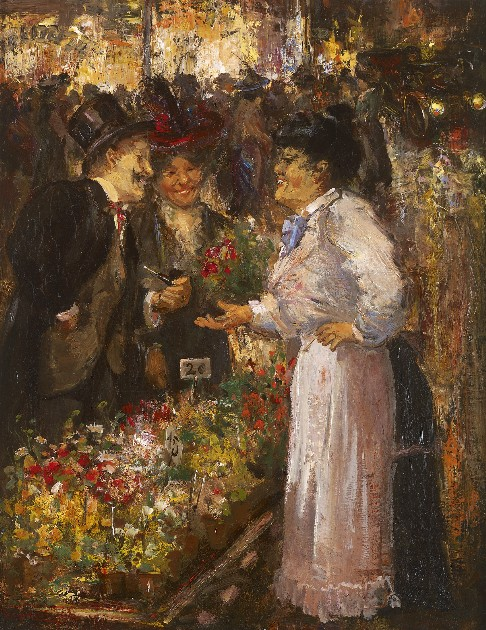
Blumenverkäuferin
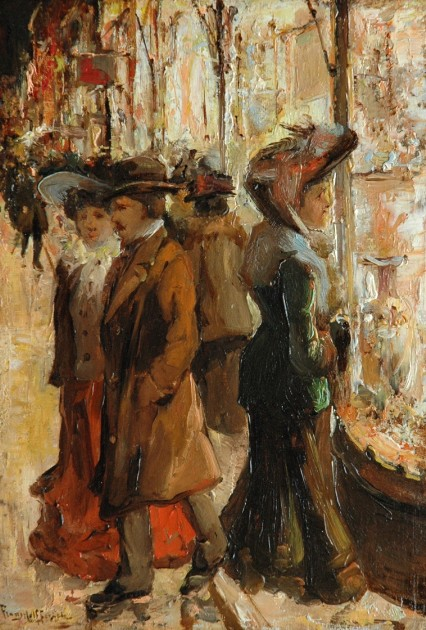
Abendlicher Schaufensterbummel in der Venestraat, Den Haag
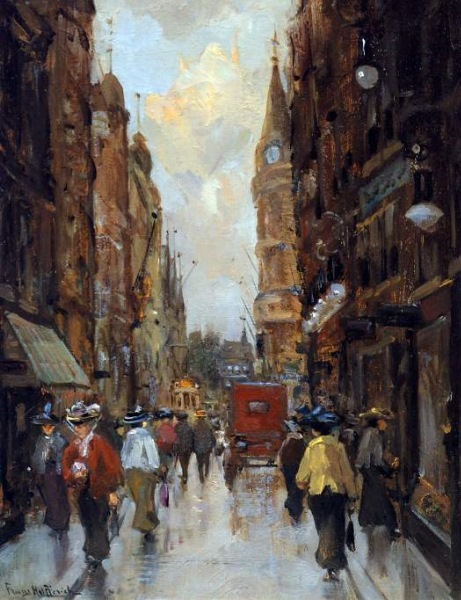
Die Spuistraat in Den Haag
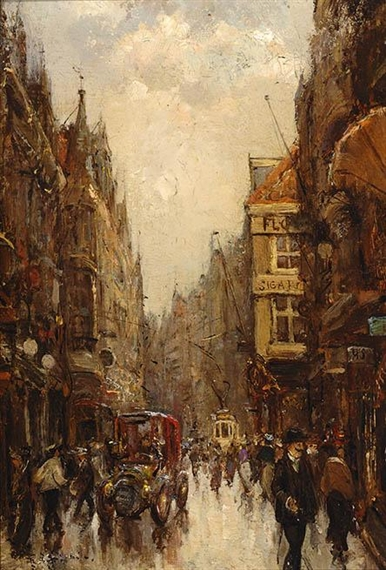
Winkelstraat
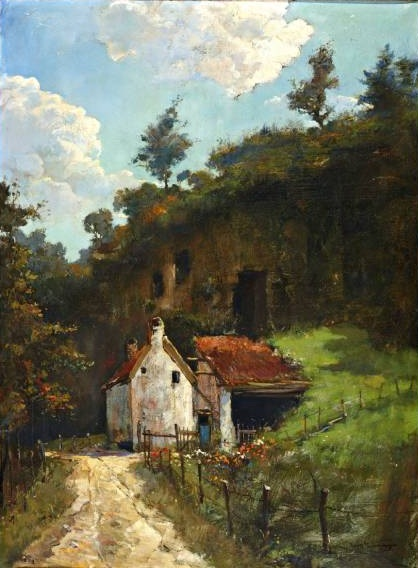
Straße nach Meerssen, Limburg
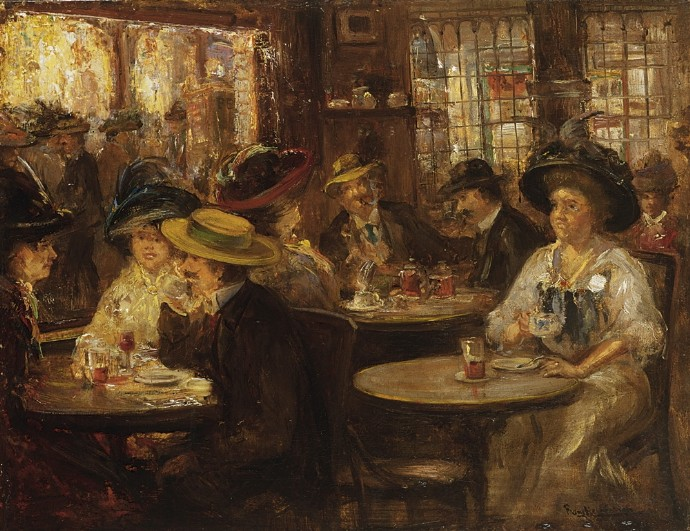
Teezeit im 't Goude Hooft, Den Haag
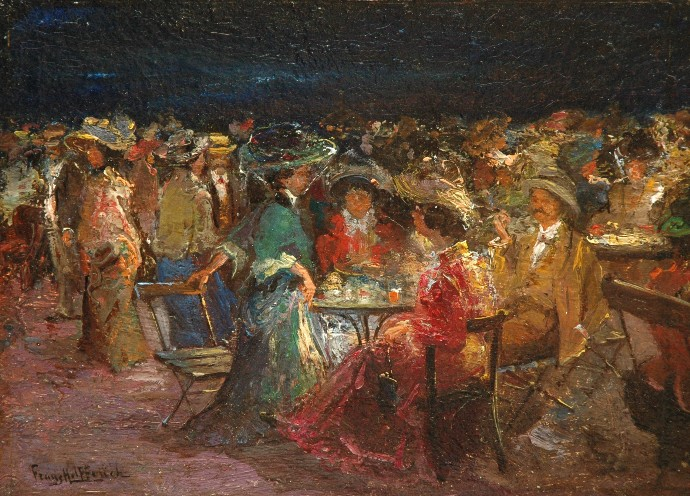
Abendliches Gartenlokal
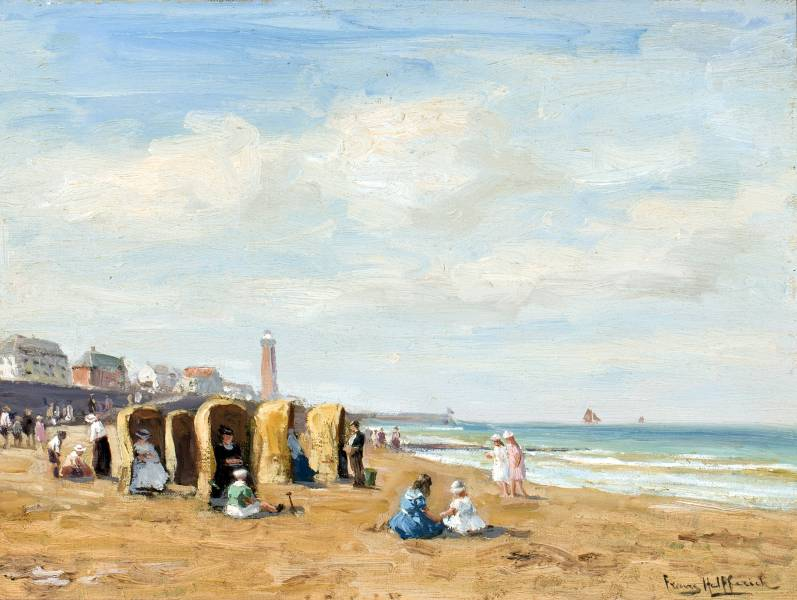
Badegäste am Strand von Scheveningen
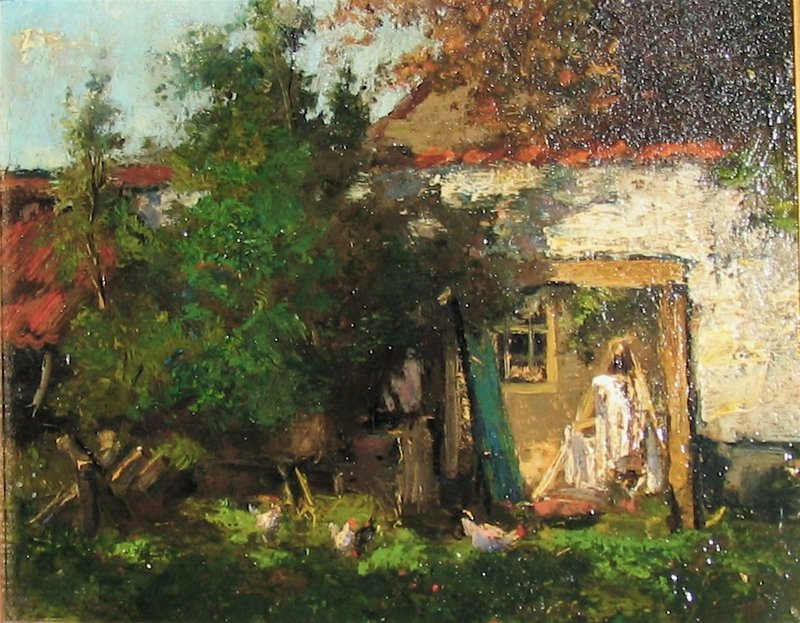
Bauernhof, Limburg
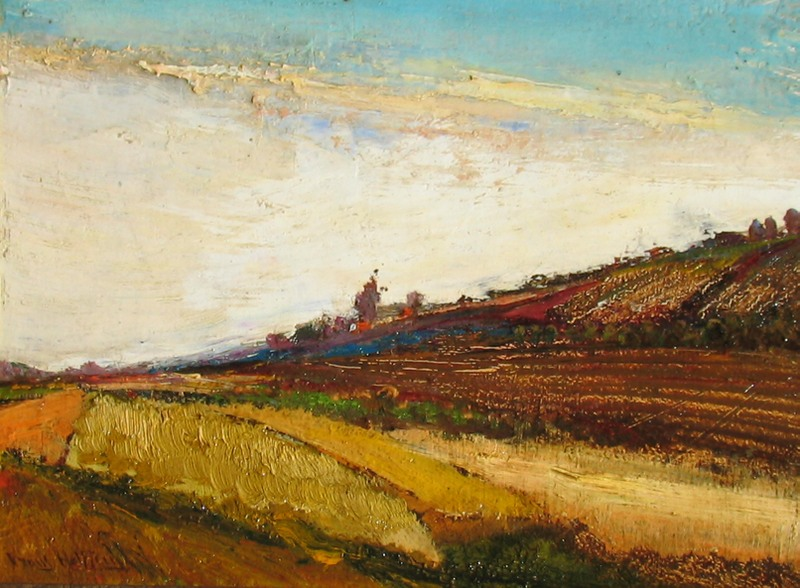
Limburger Landschaft
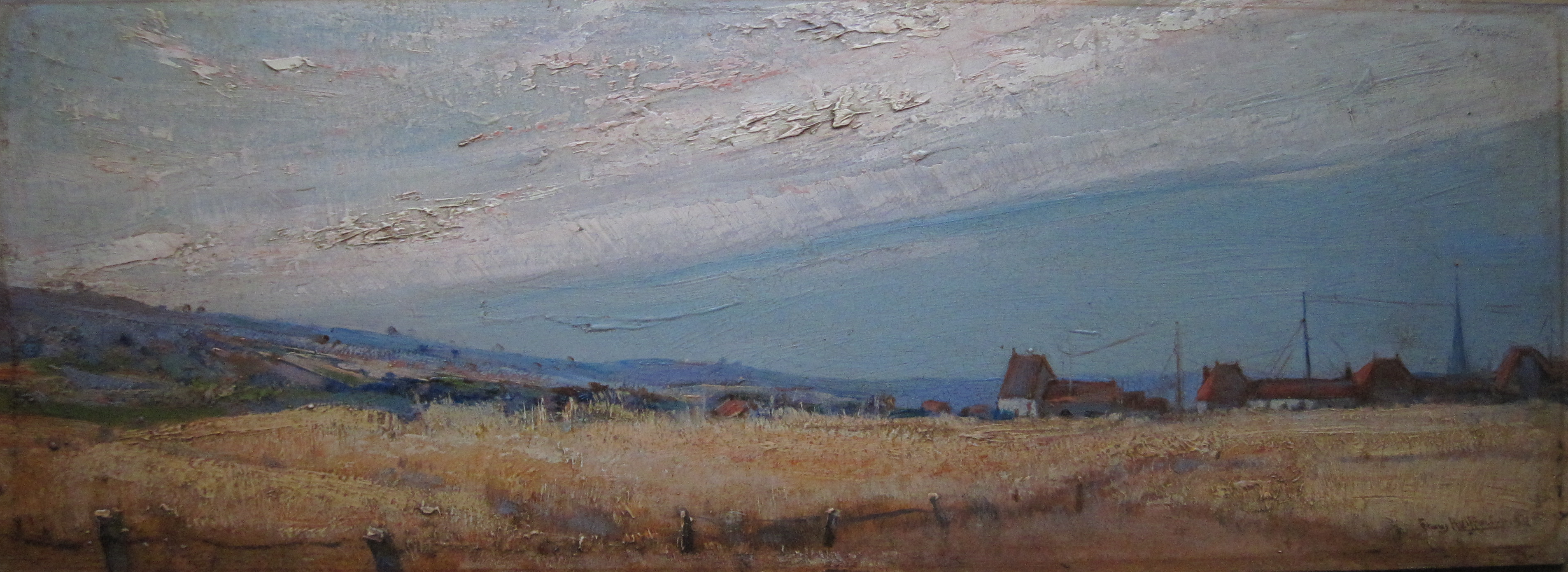
Limburger Landschaft mit Dorf, 1931
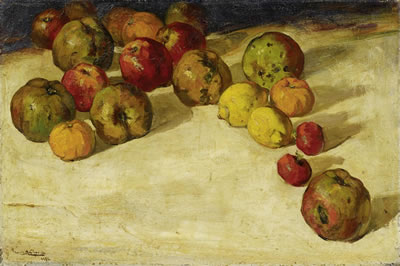
Stilleben mit Äpfeln und Zitronen